# DoorDash
DoorDash, Inc. (NASDAQ: DASH

) er en amerikansk madleveringsvirksomhed, der driver en online madbestillingsplatform. De har en markedsandel på 56 % i USA. Platformen benytttes af 450.000 sælgere, 20 millioner forbrugere og en million bude. I Europa har de madleveringsvirksomheden Wolt.